# 新世紀エヴァンゲリオン (セガサターン)
『新世紀エヴァンゲリオン』（しんせいきエヴァンゲリオン）は、『新世紀エヴァンゲリオン』を原作としたアドベンチャーゲーム。
1996年3月1日にセガサターン用ゲームソフトとして発売された。また、1997年2月14日には廉価版も発売された。
2004年6月2日には、インタラクティブDVDとしてリメイク版が発売された。
1997年には、本作品の続編にあたる『新世紀エヴァンゲリオン 2nd Impression』が発売された。また続編が『2nd Impression』と呼ばれることに準じて、本作品を『1st Impression』と呼ぶこともあるが、便宜的な命名であり正式な名称ではない。

## 概要
後に様々なメーカーより多数のゲームソフトが出た『エヴァ』であるが、放送中に発売されたのは本作品のみである。しかし、放送に平行して制作されたためか、綾波レイが碇シンジのことを「碇君」ではなく「シンジ君」と呼んだり、EVA零号機の機体色が改装前の山吹色であるなど本編との差異も生じている。
当初はテレビシリーズ第八話と第九話の間の物語であると発表されていたが、ゲーム中で第九話のイスラフェル戦が言及されていることから、後に発売された公式ガイドブックでは第九話と第拾話の間の物語と訂正された。本作品にはテレビシリーズには登場しないオリジナルの使徒が登場するが、これは次回作「2nd Impression」の冒頭で碇ゲンドウにより「死海文書に記述のないイレギュラー」と説明されている。
アニメーションムービーの合間で行動を選択することでストーリーが進行するインタラクティブムービー。戦闘シーンもアニメムービーが流れる中で表示された状況に応じた正しい操作をすばやく行えば攻撃が成功する「コマンドビジュアルバトル」となっている。
またシナリオクリア後にはそれまでのプレイ内容を連続したアニメーションで鑑賞、保存できる「リプレイモード」がある。

## システム
シナリオモードと戦闘モードに分かれ、それぞれでの選択肢や戦闘での結果によりマルチエンディングに分岐する。セル絵のアニメーションとアニメ本編での声優の音声で構成されており、選択肢によって展開、エンディングが様々に分岐していく。

### 戦闘モード
第3新東京市での使徒との戦闘が再現されている。
まずターン開始時にエヴァと使徒の絵柄と攻撃値が描かれた3レーンのパネルスロットが回転し、エヴァの絵柄が多ければこちらのターン、使徒の絵柄が多ければ相手のターンとなる。
使徒の攻撃ターンであれば、アニメーションでまず遠近を判断し、相手のモーションを見つつ光線攻撃なのか、直接攻撃なのかを判断し、枠外に出る「DANGER」の文字が光る方向などを入力していく。完璧かつ素早くに入力すれば「反撃」となり、回避した上でこちらの攻撃ターンになるが、入力をミスしたり枠外のタイムゲージが尽きれば「失速」となり大ダメージを受けてしまう。
こちらの攻撃ターンであれば、ここでも使徒のアニメーションによるモーションで遠近、攻撃方法を判断、入力していく。ここでも素早く入力成功すれば「強襲」となり大ダメージを与えられるが、入力をミスしたりタイムオーバーになると「失策」として相手の反撃によるダメージを受けてしまう。
戦闘行動が終わると移動モードになる。すごろくのように表示された市内を、先ほどの戦闘の成否で変わるマス数移動して、地形によってシンクロ率が増減したり、武器の換装を行える。
戦闘によっては零号機、弐号機の追加攻撃が入ったり、アンビリカルケーブルの断線と再接続、初号機の暴走などのイベントが発生することがある。
使徒との戦闘によって初号機が倒される場合もあるが、その場合でも即ゲームオーバーとはならず、マルチエンディングにおけるバッドエンドとなる。
DVD-PG版ではパネルスロットが存在せず、攻撃・防御や近接・遠距離がランダムに選ばれる。攻撃ターンでは「LOCK-ON」が表示されている間に決定キーを押すと、攻撃が成功する。防御ターンではまず「ALERT」が表示され、続いて上下左右いずれかの方向に赤いランプが点灯するので、対応する方向キーを押すと防御・回避が成功する。違うキーを押したり、時間が切れたりすると、使徒に反撃されたり攻撃を受けたりする。

## ストーリー
ゲーム開始時の使徒との戦闘で精神攻撃を受けたシンジは記憶喪失になってしまう。その後の記憶を喪失したままでの弐号機との模擬戦の結果でストーリーは「放浪編」「学校編」「戦闘編」の3つに分岐するが、別の編に移動をする選択肢も多いので実際のプレイではそれらが入り混じったものになる場合が多い。

### 放浪編
初戦である弐号機との模擬戦で初号機、弐号機ともに体力が1000以上、かつ10ターンが経過する（つまり戦闘せずに逃げ続ける）とこれに分岐する。学校編などを進んでいても、選択肢の結果でこちらに移動してしまう場合がある。逆に、放浪編に分岐していても学校編に移動する選択肢が存在する。
展開としては「放浪編」の名の如く、第3新東京市内をあてどもなく放浪するシンジと、彼を連れ戻そうとする人たちの様子が描かれている。特に綾波レイにおいては出番が多い。
バッドエンディングの一つでは使徒との戦闘という「イヤなこと」から逃げ続け、結果多くの人たちを見殺しにしてしまったことに後悔と罪悪感を語るが、「どうせみんな死んでしまうのだから…」というネガティブなセリフを残している。

### 戦闘編
初戦の弐号機との模擬戦で相手の体力を0にして完勝、もしくは初号機の体力が1000以上、弐号機の体力が1000以下で10ターンが経過するとこれに分岐する。選択肢によっては「放浪編」に移動したり、「学校編」へ移行したりする。
展開としては記憶を失う以前と同じ戦闘能力を発揮したシンジは、そのまま使徒迎撃のために本部待機を命ぜられることになる。基本的に街には出ず、使徒との戦闘が主なシナリオとなる。弐号機に乗って戦闘が出来る展開にも分岐する。

### 学校編
初戦の弐号機との模擬戦で自分の体力が0になり完敗、もしくは初号機の体力が1000以下、弐号機の体力が1000以上で10ターンが経過するとこれに分岐する。選択肢によっては「放浪編」に移動したり、「戦闘編」から「学校編」が連続で展開したりする。
展開としてはアスカ、鈴原トウジ、相田ケンスケ、洞木ヒカリなどの級友との学園生活や、後述する地球防衛バンドでの活動などが主なシナリオとなる。またコミカルな描写が多く、シェーをするシンジや、ヒカリにキスをするシンジなど本来の彼ではあり得ないような行動をする（させられる）ことが多い。

## オリジナルの使徒
山下いくとのデザインによるもので、フォルムは人間と同じく直立二足歩行型だが、足はさすまたのような湾曲したU字型で、手は三本の長い爪と一本の短い爪の四本指、爪と同じような硬質の尻尾があり、頭部は無く、その位置にカブトムシのような一本角と根元に口のような硬質な部分がある。肩にはムンクの叫びのような光線の発射口が付いている。
序盤にてシンジの記憶を吸い取ったと見られる存在であり、過去の戦闘記憶からラミエルと同等の加粒子砲や、イスラフェルの分身を作る能力を見せた。
また終盤の戦闘においてはレイの零号機を盾にしたり、シンジにとって最大の畏怖である、父ゲンドウの幻影を見せて動揺を誘うなどの頭脳的行動もした。

## 奇跡の戦士エヴァンゲリオン
学校編では記憶喪失になったシンジが鈴原トウジと相田ケンスケに押し切られて洞木ヒカリをボーカルとした「地球防衛バンド」を結成し、文化祭に出るために練習する展開がある。その際演奏される劇中歌が「奇跡の戦士エヴァンゲリオン」である。
作詞・作曲はケンスケが行ったという設定で、スーパーロボットアニメテーマソングのごとくエヴァンゲリオンをボーカルのヒカリが熱く歌い上げる。ヒカリ役の岩男潤子は歌手でもあるが、ヒカリの声としての歌声ではない。
発売当時はCD化はされなかったが、本作品のゲームディスクには歌のデータがCD-DAで収録されており、サターンを音楽プレイヤーとして使用するモードなどで聞くことが出来る（普通の音楽プレーヤーで聞く場合は1トラック目にゲーム本体のデータが入っているのでプレーヤー破損の危険がある）。DVD版はメニュー画面で「BONUS MUSIC」を押すと再生が始まる。
正式なCD収録は2005年に発売の『セガサターンヒストリー 〜ヴォーカルコレクション〜』が初となるが、ゲームで使用された岩男バージョンとは別人が歌唱している（地球防衛バンド名義のため、歌手不明）。
2011年5月21日放送の『岩男潤子のSweet Tweet Time』で「奇跡の戦士エヴァンゲリオン」を岩男潤子本人が熱唱している。
なお、地球防衛バンドは本作品の続編である『新世紀エヴァンゲリオン 2nd Impression』でもボーカルを変えて再結成されている。

## アニメパートスタッフ
- 脚本：山口宏
- 作画監督：嶋津郁雄
- ゲスト使徒デザイン：山下いくと
- アニメーション制作：タツノコプロ

## 評価
セガサターンマガジンソフトレビューでは7、8、7の22点（7.33点）。レビュアーはファン向けの作品でエヴァ好きなスタッフが作ったと実感出来て、インタラクティブムービーなノリで進み膨大なアニメーションはムービーで再現され画質もよくロードもいい、戦闘やストーリー分岐をプレイヤーに委ねていていることについてLDゲームのような超反応が必要だがファンならなんとしてでも挑戦するだろう納得させられるレベルだとした者や慣れは必要だがマニュアルで練習すればマスター可能な親切設計だとした者、最初は手こずるが飽きさせないとした者がおり、プレイ後にストーリーデータを再生可能なのも良い、原作を知らないと面白くないとした。

## 関連商品

### CD
- 『セガサターンヒストリー VOCAL コレクション 〜セガサターン発売10周年記念盤〜』（ウェーブマスター） - 2005年3月28日発売

奇跡の戦士エヴァンゲリオン（地球防衛バンド）が収録されているが、ゲーム版とは別バージョン。

### 書籍
- 『新世紀エヴァンゲリオン セガサターン パーフェクトガイド』（角川書店） - 1997年9月発売